# 广清经济特别合作区
广清经济特别合作区是广东省广州市、清远市在“广清一体化”战略下设立的经济合作区，是广东省唯一命名为经济特别合作区的区域发展平台，规划面积达112.5平方公里，建设期限为30年（2020-2050年）。合作区由广州市主导开发建设、管理运营，清远市主要负责社会管理事务，双方按约定分享开发收益。

## 区域
广清经济特别合作区包含“三园一城”，即广清（清城）、广德（英德）、广佛（佛冈）三个产业园和广清空港现代物流产业新城（广清空港新城），其中三个产业园由广州开发区主导开发建设，广清空港新城由广清两市政府共同主导规划建设。

### 广清产业园
以智能家居、汽车零部件、化工新材料、现代农业、食品美妆为产业集群。

### 广德产业园
以中国英德红茶科创小镇、中南产业片区工业小镇、万洋美妆小镇和奥园心花小镇四个特色小镇为主。

### 广佛产业园
以美谷、材料谷，湾区北高端装备制造产业园、生物医药和生命健康园，以及华南理工大学聚合物新型成型装备国家工程研究中心（广佛产业园分中心）和广东技术师范大学共建南方职业教育服务站（研究院）的“两谷两园两院”为主。

## 历史
广清经济特别合作区前身为2011年12月设立的广东顺德清远（英德）经济合作区（简称“两德合作区”），为广东省人民政府特别批准成立的新型区域合作示范区，实施地级市管理权限。2018年，在广东省人民政府“广清一体化”战略下由顺德转为广州市主导开发建设，由广州开发区代表广州市承接。2018年12月24日，广州开发区工作组正式进驻英德，全面开展园区交接和开发建设工作。
2019年1月，广州市、清远市宣布将积极借鉴深汕特别合作区的成功经验，探索建设“广清特别合作区”，现已初步制定广清特别合作区实施方案、财政体制方案。2019年4月，两市签订《深化广清一体化战略合作框架协议》和《广清空港现代物流产业新城合作意向协议》，提出将高水平建设广清经济特别合作区，形成“一区三园一城”管理模式。
2019年5月16日，广州开发区和佛冈县联合组建广佛（佛冈）产业园筹备组，正式进驻广佛产业园。
2019年8月30日，广德（英德）产业园正式进入广州开发区主导时期。
2021年7月，《广清经济特别合作区建设总体方案》获批。